# Carole Montillet
Carole Montillet (Corrençon-en-Vercors, 7 april 1973) is een Frans alpineskiester.

## Palmares

### Olympische winterspelen
- Salt Lake City (2002)
  - Gouden medaille in de afdaling

### Wereldkampioenschap
- Bormio (2005)
  - Bronzen medaille met het nationale team (Frankrijk)